# Idrosee
Der Idrosee (italienisch Lago d’Idro oder Erídio; lateinisch lacus eridus) ist ein oberitalienischer Alpensee. Das Tal gehört zu den Tälern der Judikarien (ital. Valli Giudicarie). Der Idrosee liegt in der norditalienischen Provinz Brescia zwischen Gardasee, Ledrosee und dem Iseosee.
Der 11 km² große, 10 km lange und (vor der Rocca d’Anfo) 122 m tiefe See liegt bei 368 m s.l.m. Der natürliche Stausee, ein eiszeitliches Produkt, wird von den Flüssen Chiese und Caffaro gespeist. Der Chiese verlässt den See bei Pieve Vecchia. Bei höchstem Wasserstand beträgt die Wassermenge des Sees fast 600 Mio. m³.
Der See wird u. a. zum Fischfang, der schon seit Urzeiten hier betrieben wird, sowie als Bewässerungsreserve der Gebiete Brescia und Mantua genutzt. Der Bergsee ist fast ebenso warm wie der Gardasee, mithin im Sommer bis zu 20 °C. An seinem Ufer liegt die Großgemeinde Idro.
Im Jahr 1961 wurde am Idrosee ein erster Campingplatz eröffnet.
Der See ist aufgrund seiner Schichtung ein meromiktisches Gewässer.

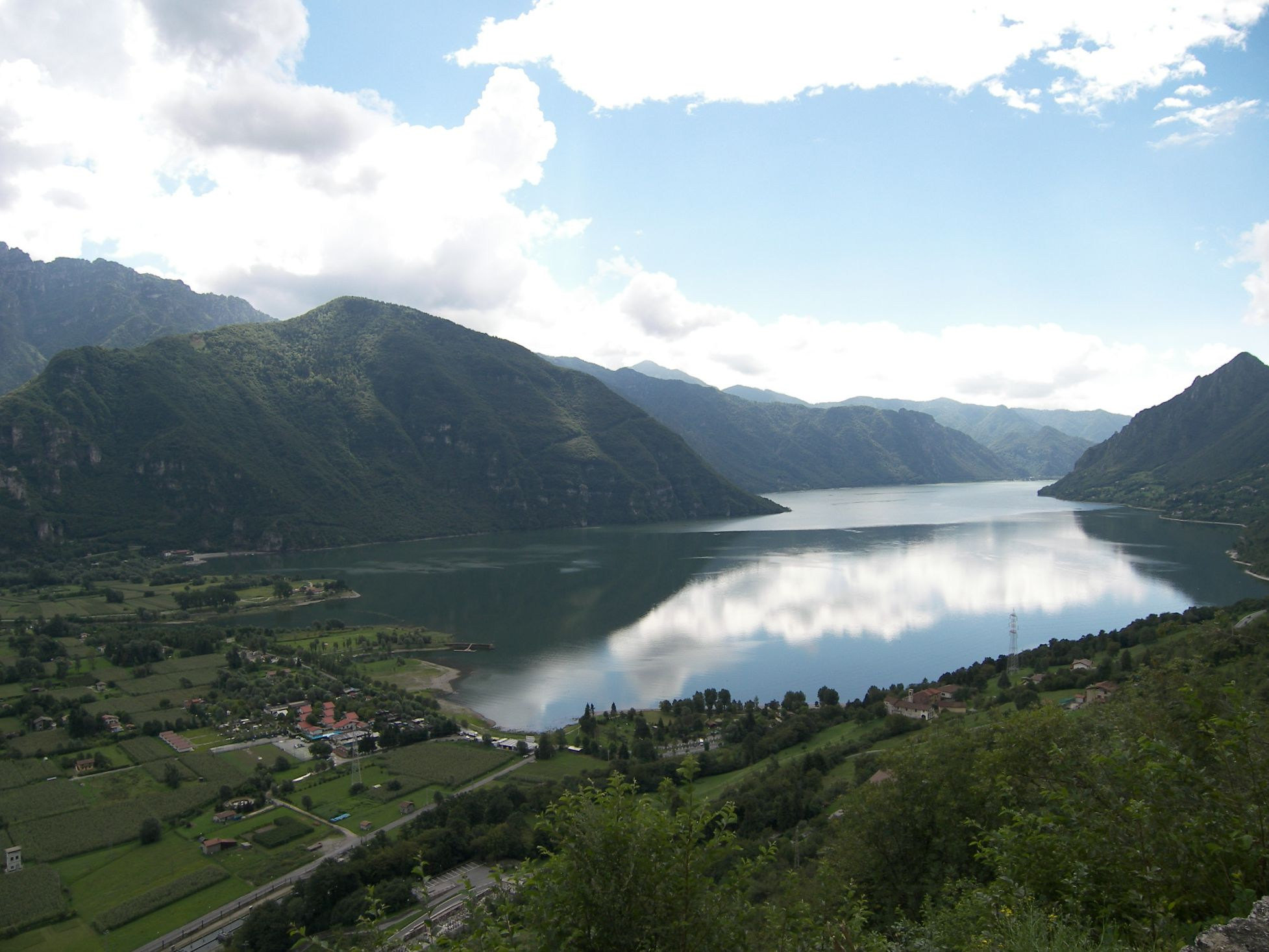
Blick aus Ponte Caffaro (Nordspitze) in Richtung Südwesten
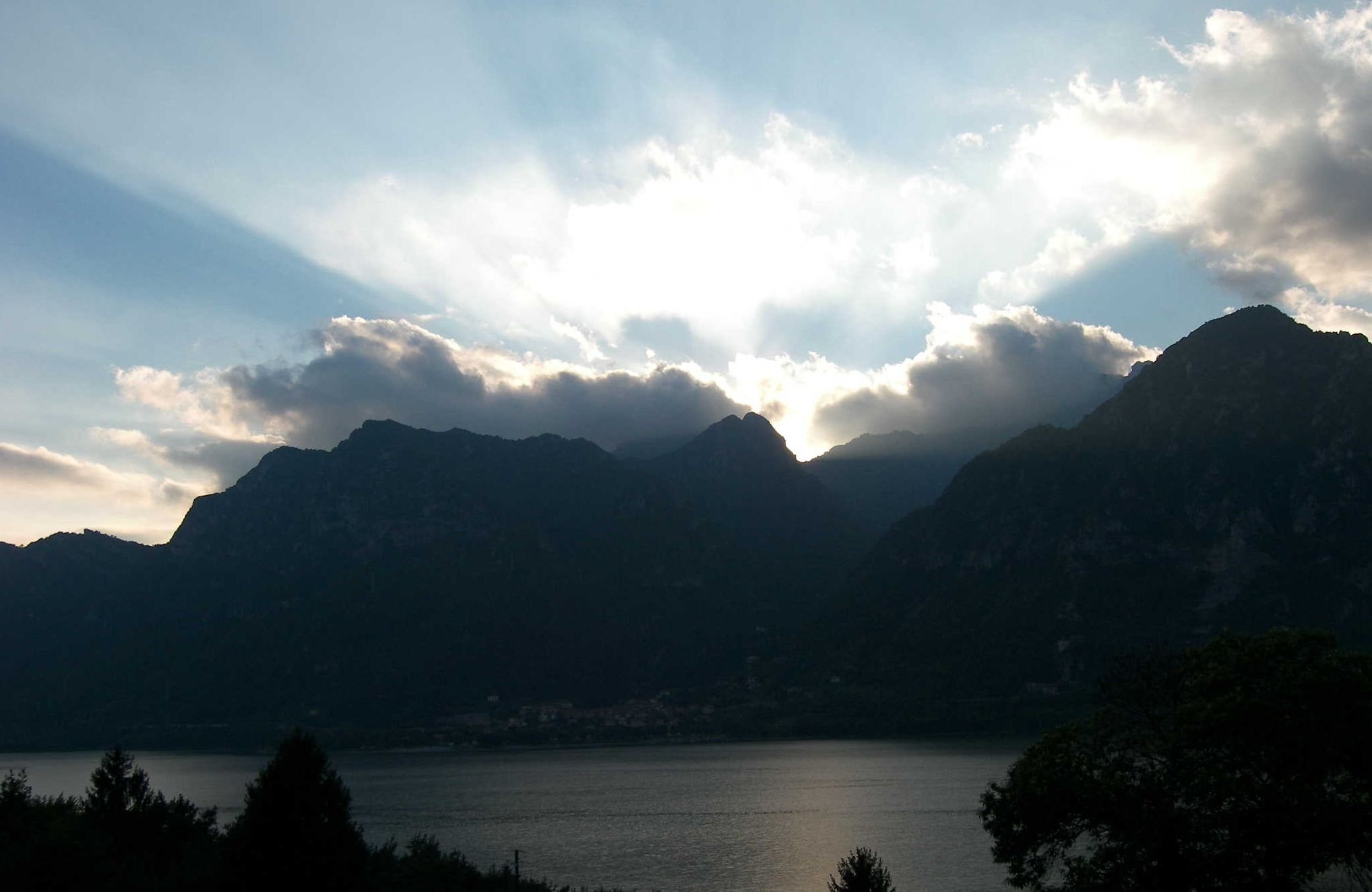
Sonnenuntergang über Anfo
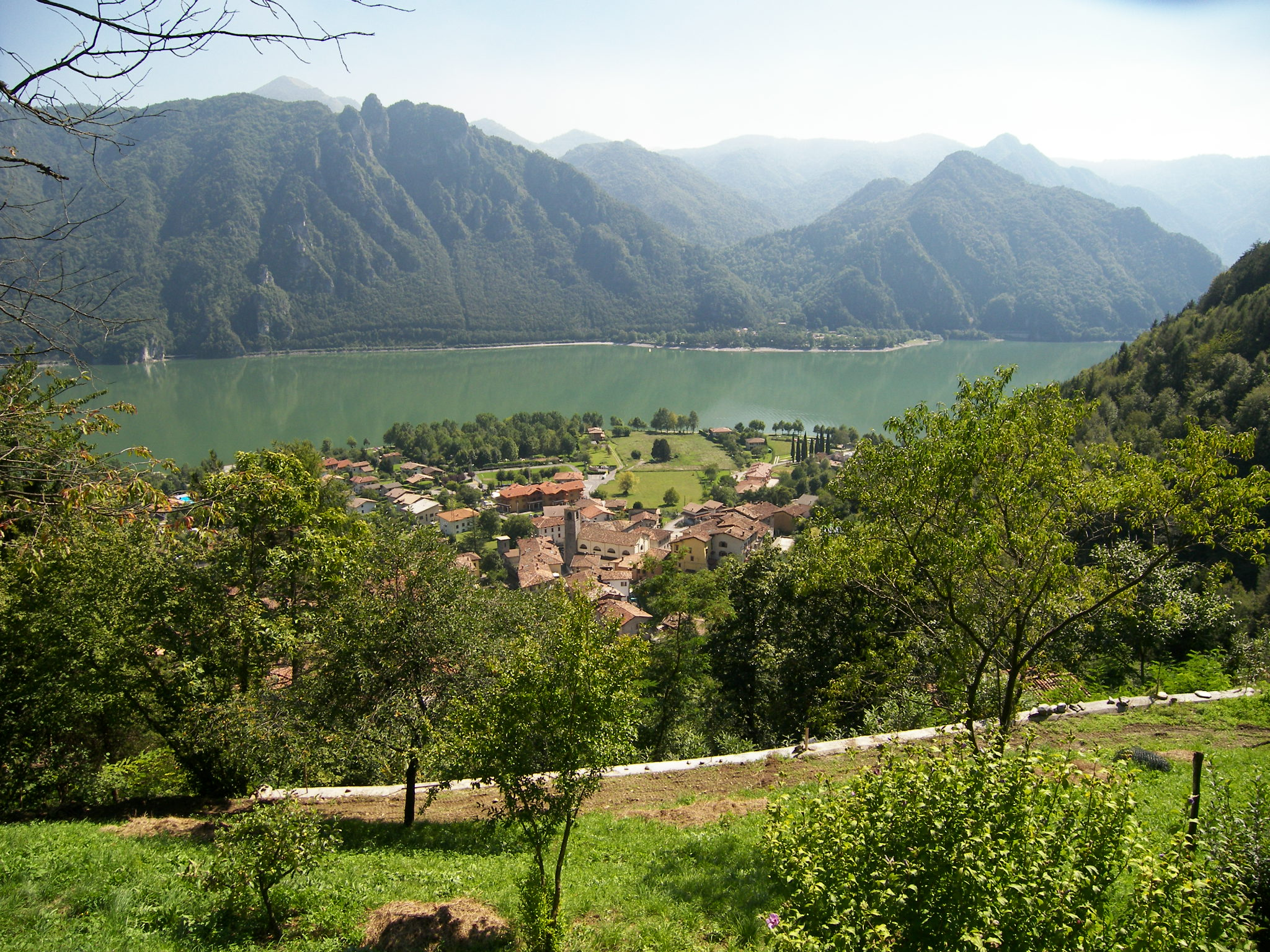
Blick aus Richtung Anfo zum Ostufer (Crone)
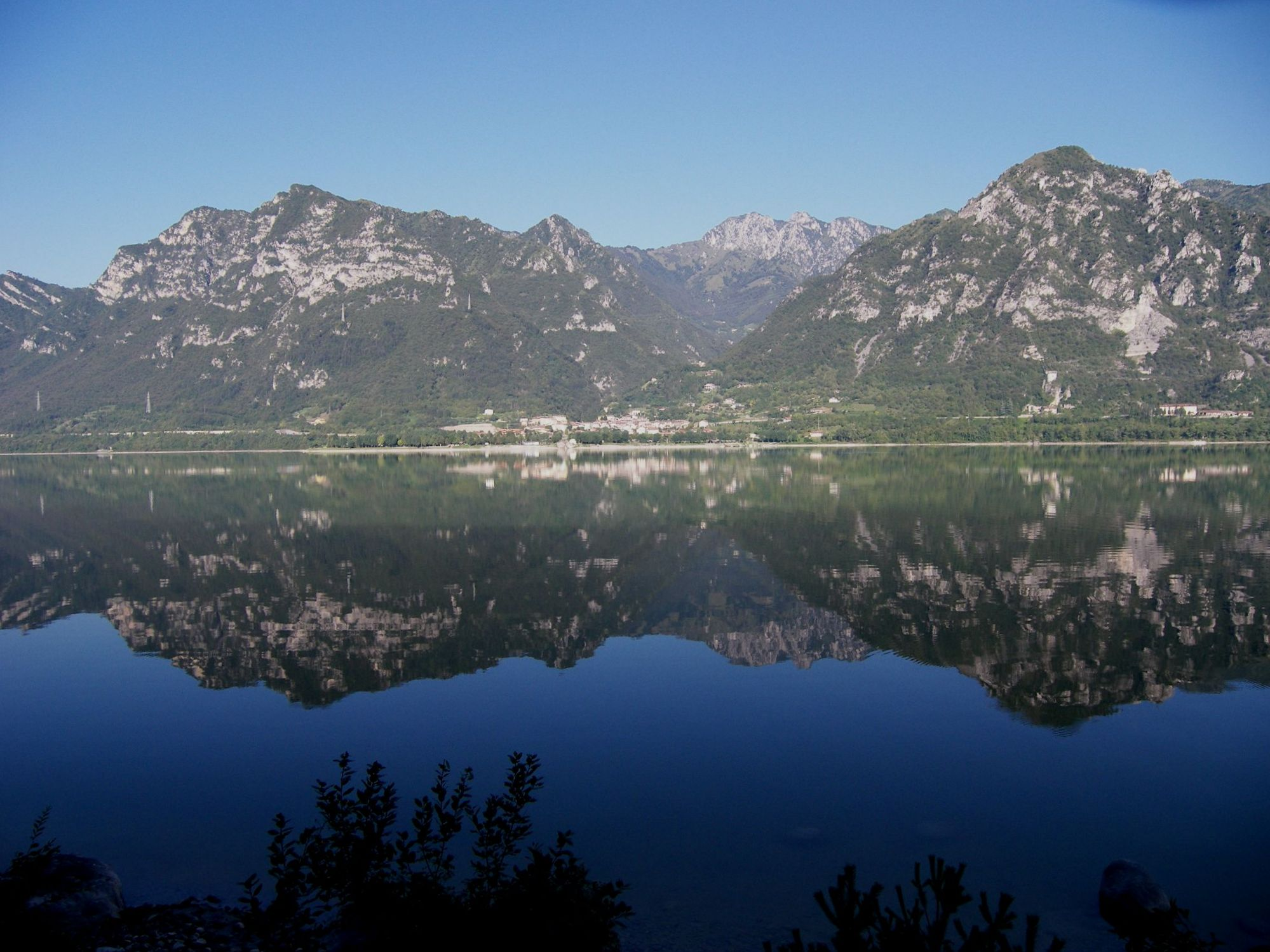
Blick vom Ostufer (Vantone) zum Westufer (Anfo)
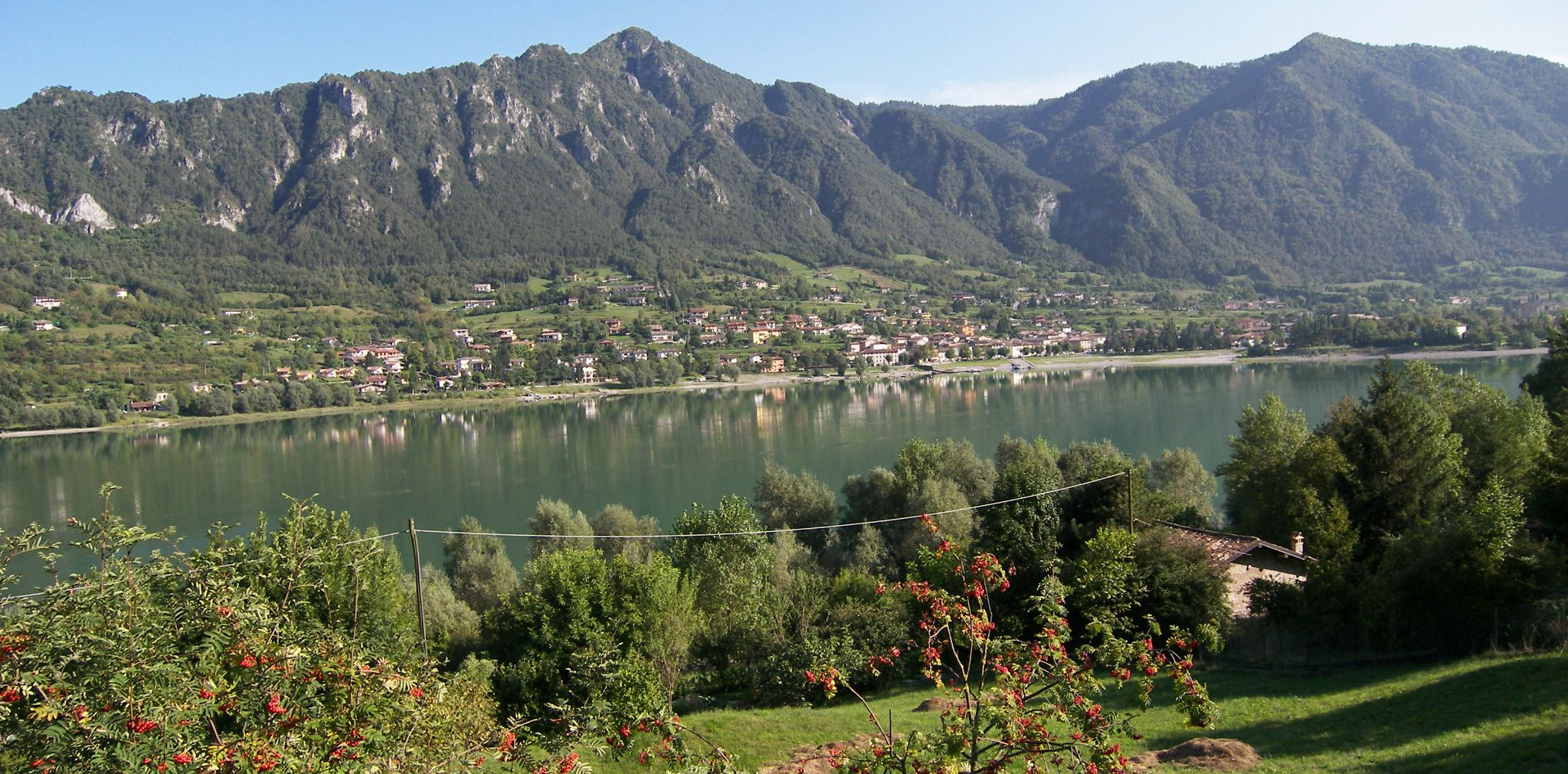
Blick vom Westufer auf Crone
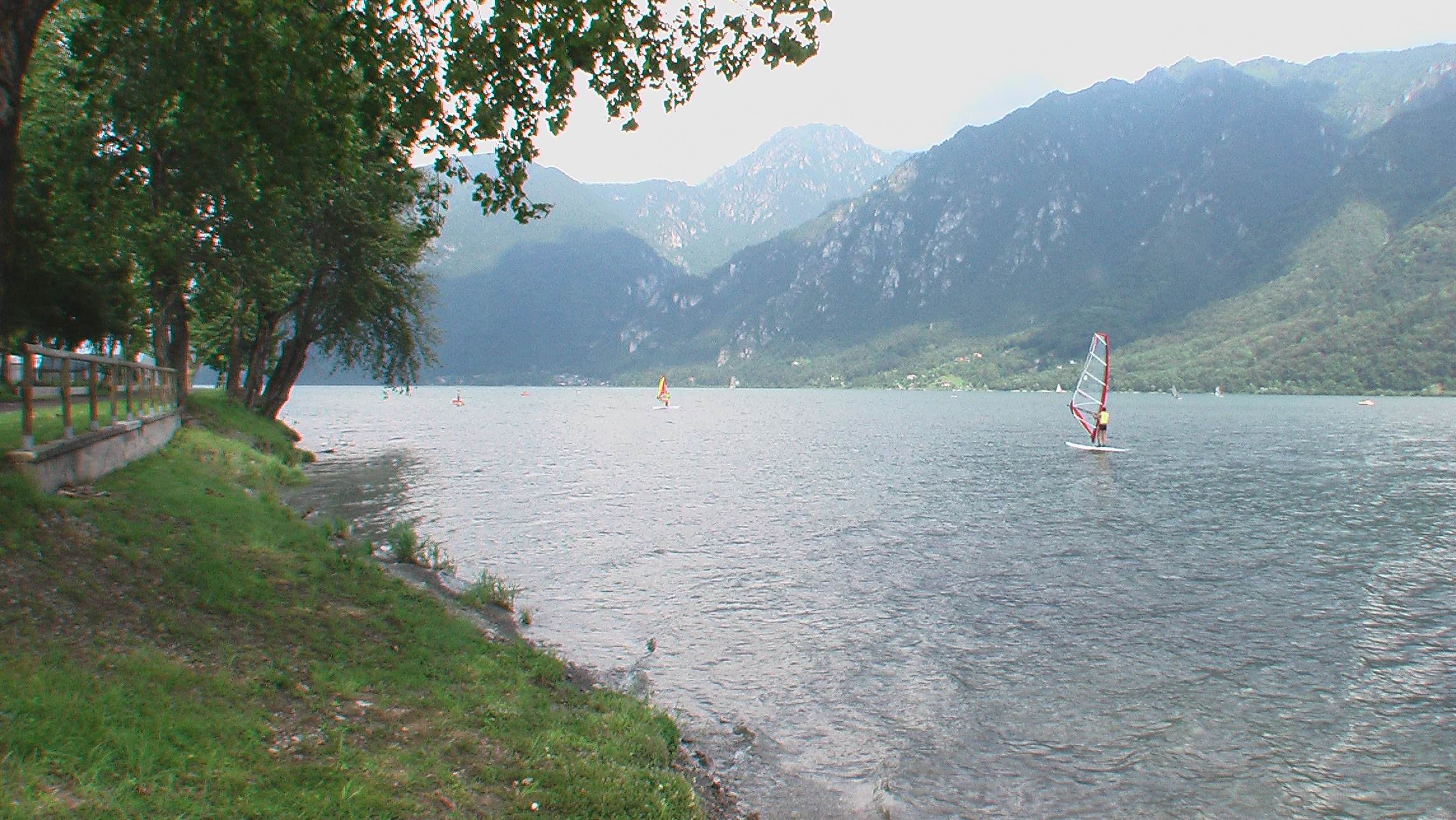
Blick auf den See 2011